# گمینا دژویتسا
گمینا دژویتسا (به لهستانی:  Gmina Drzewica) یک گمینا در لهستان است که در شهرستان اوپوچنو واقع شده‌است. گمینا دژویتسا ۱۱۸٫۴۲ کیلومتر مربع مساحت و ۱۱٬۰۵۳ نفر جمعیت دارد.